# Kasteel Mírov
Kasteel Mírov ligt op een hoge rots in de gelijknamige gemeente Mírov, vijf kilometer ten noordwesten van Mohelnice in Noord-Moravië, Tsjechië. Het kasteel doet tegenwoordig dienst als gevangenis voor zwaargestraften.

## Geschiedenis
Kasteel Mírov is in de 13e eeuw  gebouwd als bisschoppelijk jachtslot voor de bisschop van Olomouc, die het kasteel gebruikte als verblijfplaats voor de jacht en als toevluchtsoord tijdens de pest en oorlogen. Na enige verbouwingen en uitbreidingen werd Mírov de belangrijkste van de bisschoppelijke kastelen. De bisschoppelijke landgoederen waren verdeeld in kleine leengebieden waarvan de eigenaren verplichtingen hadden aan het kasteel en de daar wonende leenheren. 
In de loop der eeuwen  werd het kasteel verschillende malen (gedeeltelijk) vernield en verbouwd, ten gevolge van oorlogen en branden. De laatste belangrijke militaire rol speelde Mírov in de napoleontische oorlogen. Na de afschaffing van het leenstelsel in 1848 verloor Mírov zijn bestuurlijke functie. Waardevolle eigendommen werden overgebracht naar bisschoppelijke paleizen, en de wapens uitgedeeld aan ambtenaren en jagers. De aartsbisschop van Olomouc verkocht het kasteel daarna aan de Moravische gouverneur, die het kasteel verbouwde in neogotische stijl en er een staatsgevangenis vestigde.

## Staatsgevangenis
Kasteel Mírov doet vandaag de dag nog steeds dienst als staatsgevangenis. Tijdens de Tweede Wereldoorlog werden hier ook tuberculosepatiënten, voornamelijk Tsjechen en Polen, opgevangen. Na de Tweede Wereldoorlog heeft Mírov dienstgedaan als gevangenis voor de Gestapo. 
Vanaf 1948 werden gedurende veertig jaar tegenstanders van het communistisch regime in Mírov vastgezet. Mírov is een van de oudste gevangenissen van Tsjechië, waar voornamelijk levenslang gestraften verblijven.
Slot Bílá Voda · Kasteel Bouzov · Kasteel Helfštýn · Slot Jánský Vrch · Kasteel Kaltenštejn · Kasteel Mírov · Slot Náměšť na Hané · Burcht van Olomouc · Kasteel Puchart · Kasteel Šternberk · Kasteel Úsov · Slot Velké Losiny